# Sillago parvisquamis
 Sillago parvisquamis és una espècie de peix de la família Sillaginidae i de l'ordre dels perciformes.

## Morfologia
Els mascles poden assolir els cm de longitud total.

## Distribució geogràfica
Es troba al sud del Japó i a Taiwan.